# Mycetophila pecinai
Mycetophila pecinai är en tvåvingeart som först beskrevs av Lastovka 1963.  Mycetophila pecinai ingår i släktet Mycetophila och familjen svampmyggor. Enligt den finländska rödlistan är arten sårbar i Finland. Arten är reproducerande i Sverige. Artens livsmiljö är naturmoskogar. Inga underarter finns listade i Catalogue of Life.